# Zegel van Utah

Zegel van Utah.

Het huidige zegel van Utah is in gebruik sinds 3 april 1896. Het is een aangepaste versie van het zegel dat in 1851 in gebruik werd genomen; de aanpassingen werden gedaan omdat Utah een staat was geworden.
Het zegel toont een bijenkorf die, net als het motto Industry ("Industrie"), vooruitgang symboliseert. In het op het zegel vermelde jaar 1847 leidde Brigham Young de eerste Mormonen naar Utah. Het andere jaartal op het zegel is 1896, waarin Utah zoals vermeld een staat van de Verenigde Staten werd. De Amerikaanse zeearend boven in het zegel en de Amerikaanse vlaggen symboliseren de bescherming die de Verenigde Staten aan Utah bieden en de loyaliteit die Utah heeft ten aanzien van de Verenigde Staten.
Het zegel staat centraal op de vlag van Utah tot 2024.